# 외문출판사
외문출판사 또는 외국문출판사(중국어: 外文出版社)는 중화인민공화국의 출판사이다. 1952년 설립되었으며 베이징에 위치한다. 중국 정부 산하의 대외 선전을 위한 신문·출판 기구인 중국외문출판발행사업국(중국외문국)에 속하는 회사 중 하나이다.

## 같이 보기
- 조선외국문도서출판사